# Viișoara (Cluj)
Viişoara (in ungherese Aranyosegerbegy, in tedesco Erlenmarkt) è un comune della Romania di 5 938 abitanti, ubicato nel distretto di Cluj, nella regione storica della Transilvania.
Il comune è formato dall'unione di 2 villaggi: Urca e Viișoara.